# Wyrówno
Wyrówno (dodatkowa nazwa w j. kaszub. Wërówno; niem. Wirowen) – osada kaszubska w Polsce położona w województwie pomorskim, w powiecie kościerskim, w gminie Lipusz na obrzeżach Wdzydzkiego Parku Krajobrazowego nad jeziorem Wyrówno. Miejscowość wchodzi w skład sołectwa Lipuska Huta.
W latach 1975–1998 miejscowość administracyjnie należała do województwa gdańskiego.